# Kateryna Baindl
Kateryna Ihorivna Kozlova, coniugata Baindl (in ucraino Катерина Ігорівна Козлова?; Mykolaïv, 20 febbraio 1994), è una tennista ucraina.
Ha raggiunto il 19 febbraio 2018 la sua migliore posizione nel singolare WTA piazzandosi 62º. Il 22 ottobre 2012 ha raggiunto il miglior piazzamento mondiale nel doppio alla posizione n° 139.

## Carriera
Nata da Igore e Ljudmyla, ha una sorella, Nadija. Ha per coach Aliva Moiseeva. Si trova maggiormente a suo agio sul cemento.
Vincitrice di cinque titoli nel singolare e tredici titoli nel doppio nel circuito ITF. 
Il 27 maggio 2015, la Federazione Internazionale del Tennis ha annunciato che Kateryna Kozlova ha commesso una violazione contro le regole antidoping. È stata trovata positiva ad una sostanza dopante dopo aver assunto uno stimolante, la dimetilbutilamina. La sospensione è stata poi ridotta a sei mesi: dal 15 febbraio 2015 al 15 agosto 2015.
Nel 2017, raggiunge la sua prima finale in un WTA '125' a Dalian: nella circostanza, conquista il titolo, battendo la rientrante Vera Zvonarëva in due set.
Nel 2018, coglie la sua prima finale in un WTA International al Taiwan Open, sconfiggendo la n°2 del seeding Shuai Zhang, Yingying Duan, la testa di serie n°5 Putinceva e la ex-finalista slam Sabine Lisicki. Nell'ultimo atto, l'ucraina cede il passo a Tímea Babos per 5-7 1-6. Grazie a questo risultato, raggiunge il suo best-ranking, spingendosi fino alla 62ª posizione.
Nel 2022, Baindl torna in una finale WTA '125' dopo 5 anni dalla prima; Nell'ultimo atto del torneo cileno di Colina, l'ucraina in arrende in tre set a Mayar Sherif.
Nella stagione 2023, Kateryna raggiunge l'ultimo atto nel torneo di Budapest, sconfiggendo le tre wild-card casalinghe Szabanin, Tóth e Stollár e l'americana Liu in semifinale. In finale, l'ucraina si arrende all'emergente lucky loser russa Marija Timofeeva, con lo score di 3-6 6-3 0-6.

## Statistiche WTA

### Singolare

#### Sconfitte (2)
| Legenda               | Legenda      |
| --------------------- | ------------ |
| Grande Slam (0)       |              |
| Argenti Olimpici (0)  |              |
| WTA Finals (0)        |              |
| WTA Elite Trophy (0)  |              |
| Dal 2009 al 2020      | Dal 2021     |
| Premier Mandatory (0) | WTA 1000 (0) |
| Premier 5 (0)         | WTA 1000 (0) |
| Premier (0)           | WTA 500 (0)  |
| International (1)     | WTA 250 (1)  |

| N. | Data            | Torneo                         | Superficie  | Avversaria in finale | Punteggio     |
| 1. | 4 febbraio 2018 | Taiwan Open, Taipei            | Cemento (i) | Tímea Babos          | 5-7, 1-6      |
| 2. | 23 luglio 2023  | Hungarian Grand Prix, Budapest | Terra rossa | Marija Timofeeva     | 3-6, 6-3, 0-6 |

## Circuito WTA 125

### Singolare

#### Vittorie (1)
| N. | Data              | Torneo                             | Superficie | Avversaria in finale | Punteggio |
| 1. | 10 settembre 2017 | Dalian Women's Tennis Open, Dalian | Cemento    | Vera Zvonarëva       | 6-4, 6-2  |

#### Sconfitte (1)
| N. | Data             | Torneo                    | Superficie  | Avversaria in finale | Punteggio        |
| 1. | 13 novembre 2022 | Chile Colina Open, Colina | Terra rossa | Mayar Sherif         | 6-3, 6(3)-7, 5-7 |

## Statistiche ITF

### Singolare

#### Vittorie (5)
| Torneo $100.000 (0) |
| Torneo $80.000 (0)  |
| Torneo $75.000 (0)  |
| Torneo $60.000 (1)  |
| Torneo $50.000 (2)  |
| Torneo $25.000 (2)  |
| Torneo $15.000 (0)  |
| Torneo $10.000 (0)  |

| N. | Data              | Torneo                                                   | Superficie  | Avversaria in finale | Punteggio        |
| 1. | 1º luglio 2012    | ITF Stoccarda, Vaihingen an der Enz                      | Terra rossa | Florencia Molinero   | 3-6, 7-5, 6-4    |
| 2. | 18 agosto 2012    | Tatarstan Open, Kazan'                                   | Cemento     | Tara Moore           | 6-3, 6-3         |
| 3. | 23 settembre 2012 | Shymkent Womens, Şımkent                                 | Cemento     | Anna Danilina        | 6-3, 4-6, 6-4    |
| 4. | 06 luglio 2014    | Reinert Open, Versmold                                   | Terra rossa | Richèl Hogenkamp     | 6-4, 6(3)-7, 6-1 |
| 5. | 9 luglio 2017     | Torneo Internazionale Femminile Antico Tiro a Volo, Roma | Terra rossa | Mariana Duque Mariño | 7-6(6), 6-4      |

#### Sconfitte (6)
| Torneo $100.000 (1) |
| Torneo $80.000 (0)  |
| Torneo $75.000 (0)  |
| Torneo $60.000 (2)  |
| Torneo $50.000 (0)  |
| Torneo $25.000 (3)  |
| Torneo $15.000 (0)  |
| Torneo $10.000 (0)  |

| N. | Data              | Torneo                                                      | Superficie  | Avversaria in finale | Punteggio     |
| 1. | 14 luglio 2013    | ITF Women's Circuit Istanbul, Istanbul                      | Cemento     | Elizaveta Kuličkova  | 3–6, 6–4, 0–6 |
| 2. | 22 settembre 2013 | Batumi Open, Batumi                                         | Cemento     | Aleksandra Panova    | 4–6, 6–0, 5–7 |
| 3. | 1º giugno 2014    | Torneo Internazionale Femminile Città di Grado, Grado       | Terra rossa | Gioia Barbieri       | 4–6, 6–4, 4–6 |
| 4. | 4 novembre 2018   | Tevlin Women's Challenger, Toronto                          | Cemento (i) | Quirine Lemoine      | 2-6, 3-6      |
| 5. | 3 luglio 2022     | Open International Féminin de Montpellier, Montpellier      | Terra rossa | Oksana Selechmet'eva | 3-6, 7-5, 5-7 |
| 6. | 30 ottobre 2022   | Torneig Internacional Els Gorchs, Les Franqueses del Vallès | Cemento     | Jasmine Paolini      | 4-6, 4-6      |

### Doppio

#### Vittorie (13)
| Torneo $100.000 (0) |
| Torneo $80.000 (0)  |
| Torneo $75.000 (0)  |
| Torneo $60.000 (0)  |
| Torneo $50.000 (3)  |
| Torneo $25.000 (10) |
| Torneo $15.000 (0)  |
| Torneo $10.000 (0)  |

| No. | Data              | Torneo                                      | Superficie  | Partner              | Rivali in finale                         | Risultato           |
| 1.  | 25 luglio 2010    | Sapronov-tennis Kharkiv Ladies Cup, Charkiv | Terra rossa | Elina Svitolina      | Valentina Ivachnenko Al'yona Sotnikova   | 6-3, 7-5            |
| 2.  | 17 giugno 2011    | Sapronov-tennis Kharkiv Ladies Cup, Charkiv | Terra rossa | Valentina Ivachnenko | Melanie Klaffner Lina Stančiūtė          | 6-4, 6-3            |
| 3.  | 17 luglio 2011    | Open 88 Contrexéville, Contrexéville        | Terra rossa | Valentina Ivachnenko | Erika Sema Roxane Vaisemberg             | 2–6, 7–5, [12–10]   |
| 4.  | 6 agosto 2011     | Moscow Open, Mosca                          | Terra rossa | Valentina Ivachnenko | Vaszilisza Bulgakova Anna Rapoport       | 6-3, 6-0            |
| 5.  | 20 maggio 2012    | Summer Cup, Mosca                           | Terra rossa | Valentina Ivachnenko | Darya Lebesheva Julia Valetova           | 6-1, 6-3            |
| 6.  | 27 maggio 2012    | Astana Womens, Astana                       | Cemento (i) | Valentina Ivachnenko | Diana Isaeva Ksenia Kirillova            | 6–2, 6-0            |
| 7.  | 10 giugno 2012    | Karshi Womens, Qarshi                       | Cemento     | Valentina Ivachnenko | Veronika Kapšay Teodora Mirčić           | 7-5, 6-3            |
| 8.  | 19 agosto 2012    | Tatarstan Open, Kazan'                      | Cemento     | Valentina Ivachnenko | Ljudmyla Kičenok Nadežda Kičenok         | 6–4, 6(6)–7, [10–4] |
| 9.  | 23 settembre 2012 | Shymkent Womens, Şımkent                    | Cemento     | Valentina Ivachnenko | Nigina Abduraimova Ksenia Palkina        | 6-2, 6-4            |
| 10. | 1 settembre 2013  | Tatarstan Open, Kazan'                      | Cemento     | Valentina Ivachnenko | Başak Eraydın Veronika Kapšay            | 6-4, 6-1            |
| 11. | 22 settembre 2013 | Batumi Open, Batumi                         | Cemento     | Valentina Ivachnenko | Christina Shakovets Al'ona Fomina        | 6–0, 6-4            |
| 12. | 25 gennaio 2014   | Open GDF SUEZ 42, Andrézieux-Bouthéon       | Cemento (i) | Julija Bejhel'zymer  | Timea Bacsinszky Kristina Barrois        | 6-3, 3-6, [10-8]    |
| 13. | 22 febbraio 2014  | Winter Moscow Open, Mosca                   | Cemento (i) | Valentina Ivachnenko | Veronika Kudermetova Svjatlana Piraženka | 7-6(6), 6-4         |

#### Sconfitte (9)
| Torneo $100.000 (1) |
| Torneo $80.000 (0)  |
| Torneo $75.000 (0)  |
| Torneo $60.000 (0)  |
| Torneo $50.000 (2)  |
| Torneo $25.000 (4)  |
| Torneo $15.000 (0)  |
| Torneo $10.000 (2)  |

| No. | Data            | Torneo                                           | Superficie    | Partner              | Rivali in finale                       | Risultato           |
| 1.  | 30 maggio 2009  | Sapronov-tennis Kharkiv Ladies Cup, Charkiv      | Terra rossa   | Elina Svitolina      | Kateryna Avdijenko Marija Žarkova      | 7–6(3), 3–6, [9–11] |
| 2.  | 24 ottobre 2009 | GD Tennis Academy Cup, Adalia-Belek              | Terra rossa   | Sofija Kovalec       | Anna Orlik Kateřina Vaňková            | 3–6, 0–6            |
| 3.  | 9 maggio 2010   | Sapronov-tennis Kharkiv Ladies Cup, Charkiv      | Cemento       | Elina Svitolina      | Ljudmyla Kičenok Nadežda Kičenok       | 4-6, 2-6            |
| 4.  | 3 luglio 2010   | Open Diputación Ciudad de Pozoblanco, Pozoblanco | Terra rossa   | Valentina Ivachnenko | Akiko Yonemura Tomoko Yonemura         | 4–6, 6–3, [4-10]    |
| 5.  | 24 marzo 2012   | Spring Cup, Mosca                                | Sintetico (i) | Valentina Ivachnenko | Margarita Gasparjan Anna Arina Marenko | 6-3, 6(4)-7, [6-10] |
| 6.  | 17 giugno 2012  | Bukhara Womens, Bukhara                          | Cemento       | Valentina Ivachnenko | Ljudmyla Kičenok Nadežda Kičenok       | 5-7, 5-7            |
| 7.  | 22 luglio 2012  | Viccourt Cup, Donec'k                            | Cemento       | Valentina Ivachnenko | Ljudmyla Kičenok Nadežda Kičenok       | 2-6, 5-7            |
| 8.  | 8 febbraio 2014 | Open GDF Suez De L'Isere, Grenoble               | Cemento (i)   | Margarita Gasparjan  | Sofia Šapatava Anastasyja Vasyl'eva    | 1–6, 4–6            |
| 9.  | 18 agosto 2018  | Vancouver Open, Vancouver                        | Cemento       | Arantxa Rus          | Desirae Krawczyk Giuliana Olmos        | 2–6, 5–7            |

## Risultati in progressione
| Sigla | Risultato               |
| ----- | ----------------------- |
| V     | Vincitore               |
| F     | Finalista               |
| SF    | Semifinalista           |
| O     | Oro olimpico            |
| A     | Argento olimpico        |
| SF    | Bronzo olimpico         |
| QF    | Quarti di Finale        |
| 4T    | Quarto turno            |
| 3T    | Terzo turno             |
| 2T    | Secondo turno           |
| 1T    | Primo turno             |
| RR    | Round Robin             |
| LQ    | Turno di qualificazione |
| A     | Assente                 |
| ND    | Non disputato           |

| Legenda superfici    |
| -------------------- |
| Cemento              |
| Terra battuta        |
| Erba                 |
| Superficie variabile |

### Singolare
Aggiornato a fine WTA Tour 2023
| Torneo                 | 2013 | 2014 | 2015 | 2016  | 2017  | 2018  | 2019  | 2020 | 2021  | 2022  | 2023  | V–S        |
| ---------------------- | ---- | ---- | ---- | ----- | ----- | ----- | ----- | ---- | ----- | ----- | ----- | ---------- |
| Tornei del Grande Slam |      |      |      |       |       |       |       |      |       |       |       |            |
| Australian Open        | A    | A    | A    | Q1    | 1T    | 1T    | 1T    | 1T   | A     | Q2    | 3T    | 2–5        |
| Open di Francia        | Q1   | Q2   | A    | Q3    | 1T    | 2T    | 2T    | 1T   | 1T    | Q1    | 1T    | 2–5        |
| Wimbledon              | Q1   | Q3   | A    | 1T    | Q2    | 1T    | 1T    | ND   | 1T    | Q1    | 1T    | 0–5        |
| US Open                | Q2   | Q3   | 1T   | 1T    | 2T    | 1T    | 1T    | 2T   | Q1    | Q2    | 1T    | 2–7        |
| Vittorie–Sconfitte     | 0–0  | 0–0  | 0–1  | 0–2   | 1–3   | 1–4   | 1–4   | 1–2  | 0–2   | 0–0   | 2–4   | 6–22       |
| Carriera               |      |      |      |       |       |       |       |      |       |       |       |            |
| Tornei giocati         | 3    | 6    | 11   | 11    | 13    | 17    | 18    | 6    | 14    | 13    | 21    | 133        |
| Totale V–S             | 1-3  | 3-6  | 7-11 | 12-11 | 12-12 | 11-17 | 13-17 | 2-6  | 12-14 | 17-13 | 18-21 | 108–131    |
| Vittorie %             | 25%  | 33%  | 39%  | 52%   | 50%   | 39%   | 43%   | 33%  | 46%   | 57%   | 46%   | 45%        |
| Ranking di fine anno   | 204  | 135  | 165  | 98    | 86    | 99    | 89    | 106  | 142   | 138   | 99    | $2.695.961 |

### Doppio
Aggiornato a fine WTA Tour 2023
| Torneo                 | 2016 | 2017 | 2018 | 2019 | 2020 | 2021 | 2022 | 2023 | V–S  |
| ---------------------- | ---- | ---- | ---- | ---- | ---- | ---- | ---- | ---- | ---- |
| Tornei del Grande Slam |      |      |      |      |      |      |      |      |      |
| Australian Open        | A    | A    | 1T   | A    | 1T   | A    | A    | A    | 0–2  |
| Open di Francia        | A    | A    | 1T   | A    | 2T   | A    | A    | A    | 1–2  |
| Wimbledon              | Q1   | A    | 1T   | 2T   | ND   | A    | A    | 2T   | 2–3  |
| US Open                | A    | A    | 1T   | 1T   | A    | A    | A    | A    | 0–2  |
| Vittorie–Sconfitte     | 0–0  | 0–0  | 0–4  | 1–2  | 1–2  | 0–0  | 0–0  | 1–1  | 3–9  |
| Carriera               |      |      |      |      |      |      |      |      |      |
| Tornei giocati         | 0    | 3    | 7    | 2    | 3    | 1    | 0    | 1    | 17   |
| Totale V–S             | 0-0  | 1-2  | 2-7  | 1-2  | 1-3  | 0-1  | 0-0  | 1-1  | 6–16 |
| Vittorie %             | –    | 33%  | 22%  | 33%  | 25%  | 0%   | –    | 50%  | 27%  |
| Ranking di fine anno   | ND   | 617  | 237  | 433  | 282  | 1320 | ND   | 509  |      |

## Vittorie contro giocatrici Top 10
| Stagione | 2018 | 2019 | Totale |
| Vittorie | 1    | 1    | 2      |

| #    | Giocatrice        | Ranking | Evento                  | Superficie  | Turno | Punteggio     | Rank. KBR |
| ---- | ----------------- | ------- | ----------------------- | ----------- | ----- | ------------- | --------- |
| 2018 |                   |         |                         |             |       |               |           |
| 1.   | Jeļena Ostapenko  | 5       | Open di Francia, Parigi | Terra rossa | 1T    | 7-5, 6-3      | 66        |
| 2019 |                   |         |                         |             |       |               |           |
| 2.   | Karolína Plíšková | 5       | Madrid Open, Madrid     | Terra rossa | 2T    | 7-5, 2-6, 6-4 | 85        |